# Suriname (krant)
Het Koloniaal Nieuwsblad of Suriname (naam vanaf 1871), was van 1848 tot 1943 een krant in Suriname.
De krant werd opgericht door J. Morpurgo. De eerste editie verscheen op 1 januari 1848. Vanaf 1870/71 werd de naam gewijzigd in Suriname en bleef Koloniaal Nieuwsblad als ondertitel bestaan. Later werd de ondertitel gewijzigd in Surinaams Nieuwsblad. De krant verscheen aanvankelijk op de dinsdag en vrijdag en werd later een dag vervroegd naar de maandag en donderdag.
De redactie was vanaf 1 juli 1919 in handen van P.A. May en vanaf 4 juni 1929 van A.A. Dragten. Tijdens de leiding van Dragten was de krant sociaaldemocratisch georiënteerd. Na hem kwam de leiding in handen van Johan H. Wijngaarde, een bepleiter van het principe Baas in eigen huis van de politieke beweging Unie Suriname. Tijdens de Tweede Wereldoorlog werd de krant twee keer wekelijks in oblongformaat uitgegeven en werd alleen nieuws gebracht over het front. De laatste editie werd uitgegeven in 1943.